# Тепловка (Кочкуровський район)
Тепло́вка (рос. Тепловка, ерз. Тепловка) — село у складі Кочкуровського району Мордовії, Росія. Входить до складу Красномайського сільського поселення.

## Населення
Населення — 5 осіб (2010; 18 у 2002).
Національний склад (станом на 2002 рік):
- росіяни — 89 %